# Amphoe Phrai Bueng
Amphoe Phrai Bueng (in Thai อำเภอ ไพรบึง) ist ein Landkreis (Amphoe – Verwaltungs-Distrikt) in der Provinz Si Sa Ket. Die Provinz Si Sa Ket liegt in der Nordostregion von Thailand, dem so genannten Isan. 

## Geographie
Amphoe Phrai Bueng grenzt an die folgenden Distrikte (von Norden im Uhrzeigersinn): an die Amphoe Phayu, Si Rattana, Khun Han, Khukhan und Wang Hin. Alle Amphoe liegen in der Provinz Si Sa Ket.

## Geschichte
Phrai Bueng wurde am 1. Oktober 1969 zunächst als „Zweigkreis“ (King Amphoe) eingerichtet, indem die Tambon Phrai Bueng, Samrong Phlan, Din Daeng und Prasat Yoe vom Amphoe Khukhan abgetrennt wurden. 
Am 22. August 1975 wurde er zum Amphoe heraufgestuft.

## Verwaltung

### Provinzverwaltung
Der Landkreis Phrai Bueng ist in sechs Tambon („Unterbezirke“ oder „Gemeinden“) eingeteilt, die sich weiter in 80 Muban („Dörfer“) unterteilen.
| Nr. | Name          | Thai      | Muban | Einw.  |
| --- | ------------- | --------- | ----- | ------ |
| 01. | Phrai Bueng   | ไพรบึง     | 21    | 17.058 |
| 02. | Din Daeng     | ดินแดง     | 09    | 05.024 |
| 03. | Prasat Yoe    | ปราสาทเยอ | 11    | 04.677 |
| 04. | Samrong Phlan | สำโรงพลัน  | 17    | 11.691 |
| 05. | Suk Sawat     | สุขสวัสดิ์    | 12    | 05.393 |
| 06. | Non Pun       | โนนปูน     | 10    | 04.280 |

### Lokalverwaltung
Es gibt zwei Kommunen mit „Kleinstadt“-Status (Thesaban Tambon) im Landkreis:
- Samrong Phlan (Thai: เทศบาลตำบลสำโรงพลัน), bestehend aus weiteren Teilen der Tambon Samrong Phlan.
- Phrai Bueng (Thai: เทศบาลตำบลไพรบึง), bestehend aus Teilen der Tambon Phrai Bueng und Samrong Phlan.

Außerdem gibt es fünf „Tambon-Verwaltungsorganisationen“ (องค์การบริหารส่วนตำบล – Tambon Administrative Organizations, TAO):
- Phrai Bueng (Thai: องค์การบริหารส่วนตำบลไพรบึง)
- Din Daeng (Thai: องค์การบริหารส่วนตำบลดินแดง)
- Prasat Yoe (Thai: องค์การบริหารส่วนตำบลปราสาทเยอ)
- Suk Sawat (Thai: องค์การบริหารส่วนตำบลสุขสวัสดิ์)
- Non Pun (Thai: องค์การบริหารส่วนตำบลโนนปูน)